# 程
程（てい）は、漢姓の一つ。

## 中国
『百家姓』の193番目。普通話では「成」と同音になる。
2020年の中華人民共和国の第7回全国人口調査（国勢調査）に基づく姓氏統計によると中国で45番目に多い姓であり、646.30万人がいる。一方、台湾の2018年の統計では第76位で、37,077人がいる。

### 由来
古い国名に由来するとされる。『詩経』大雅・常武に程伯休父なる人物が見える。『国語』楚語下には、周の宣王の代に程伯休父を司馬としたという話を載せている。程が現在のどこにあたるかははっきりしない。

### 著名な人物
- 程嬰（中国語版） - 『史記』趙世家によると、晋の趙朔とその一族が抹殺された時に、その遺児である趙武を密かに育て上げたが、趙武が復讐を成し遂げた後に自殺した。この話を元に元曲『趙氏孤児』が作られた。
- 程邈 - 秦の人。隷書の発明者とされる。
- 程銀 - 後漢末期の武将。
- 程普 - 後漢末期の武将。呉の基礎を築いた。
- 程昱 - 後漢末期から三国の魏の政治家・武将。
- 程畿 - 後漢末期から三国時代の蜀漢の武将。夷陵の戦いで戦死。
- 程武 - 三国時代の魏の武将。程昱の子。
- 程知節 - 唐の軍人。
- 程顥 - 北宋の儒学者。号は明道。
- 程頤 - 北宋の儒学者。程顥の弟。封号は伊川。
- 程羽 - 元の人。恵宗の代に衛尉校丞を務めた。
- 程大位 - 明の数学者。『算法統宗（中国語版）』の著者。
- 程廷華 - 清の武術家。
- 程菲 - 体操選手。
- 程月磊 - サッカー選手。
- フランソワ・チェン（程抱一） - 中国出身のフランスの文学者。アカデミー・フランセーズ終身会員。
- 林黛（中国語版） - 広西出身の香港の女優。本名は程月如。
- チン・シウトン（程小東） - 香港の映画監督。
- 程一彦 - 日本の料理人。
- チャン・リン・スー（程連蘇） - アメリカ合衆国のマジシャン。本名はウィリアム・エルワース・ロビンソンで、中国系ではない。

### 架空の人物
- 程遠志 - 『三国志演義』の登場人物。

## 朝鮮
程（チョン）は、朝鮮人の姓の一つである。2015年の国勢調査による韓国内での人口は11,683人。

### 氏族
| 氏族（本貫） | 始祖 | 人数（2015年） | 備考     |
| ------------ | ---- | -------------- | -------- |
| 広州程氏     |      | 8              |          |
| 錦山程氏     |      | 16             |          |
| 南陽程氏     |      | 6              |          |
| 狼川程氏     |      | 134            | 낭천정씨 |
| 狼川程氏     |      | 14             | 랑천정씨 |
| 阿南程氏     |      | 21             |          |
| 安山程氏     |      | 5              |          |
| 延日程氏     |      | 5              |          |
| 義城程氏     |      | 42             |          |
| 全州程氏     |      | 26             |          |
| 済州程氏     |      | 10             |          |
| 晋州程氏     |      | 5              |          |
| 昌原程氏     |      | 63             |          |
| 河南程氏     | 程羽 | 8,168          |          |
| 河東程氏     |      | 21             |          |
| 河本程氏     |      | 10             |          |
| 河陽程氏     |      | 43             |          |
| 河陰程氏     |      | 6              |          |
| 韓山程氏     |      | 2,864          |          |
| 咸安程氏     |      | 16             |          |
| 海南程氏     |      | 52             |          |
| 華川程氏     |      | 22             |          |

## 琉球
程（てい）は、久米三十六姓の一つ。

### 著名な人物
- 程順則 - 第二尚氏王統時代の士族。